# Болкан (тауншип, Миннесота)
Болкан (англ. Balkan) — тауншип в округе Сент-Луис, Миннесота, США. На 2000 год его население составило 811 человек.

## География
По данным Бюро переписи населения США площадь тауншипа составляет 169,0 км², из которых 166,3 км² занимает суша, а 2,7 км² — вода (1,62 %).

## Демография
По данным переписи населения 2000 года здесь находились 811 человек, 329 домохозяйств и 243 семьи.  Плотность населения —  4,9 чел./км².  На территории тауншипа расположено 359 построек со средней плотностью 2,2 построек на один квадратный километр. Расовый состав населения: 97,29 % белых, 0,49 % коренных американцев, 0,49 % азиатов, 0,62 % — других рас США и 1,11 % приходится на две или более других рас. Испанцы или латиноамериканцы любой расы составляли 0,25 % от популяции тауншипа.
Из 329 домохозяйств в 29,2 % воспитывались дети до 18 лет, в 65,3 % проживали супружеские пары, в 5,2 % проживали незамужние женщины и в 26,1 % домохозяйств проживали несемейные люди. 22,8 % домохозяйств состояли из одного человека, при том 8,8 % из — одиноких пожилых людей старше 65 лет. Средний размер домохозяйства — 2,47, а семьи — 2,90 человека.
22,4 % населения — младше 18 лет, 4,7 % — в возрасте от 18 до 24 лет, 27,1 % — от 25 до 44, 34,0 % — от 45 до 64, и 11,7 % — старше 65 лет. Средний возраст — 43 года. На каждые 100 женщин приходилось 103,8 мужчин.  На каждые 100 женщин старше 18 приходилось 102,3 мужчин.
Средний годовой доход домохозяйства составлял 44 853 доллара, а средний годовой доход семьи —  52 768 долларов. Средний доход мужчин —  42 426  долларов, в то время как у женщин — 21 786. Доход на душу населения составил 21 570 долларов. За чертой бедности находились 2,0 % семей и 4,3 % всего населения тауншипа, из которых 4,2 % младше 18 и 8,8 % старше 65 лет.